# Sumartin
Sumartin – wieś w Chorwacji, w żupanii splicko-dalmatyńskiej, w gminie Selca. Leży na wyspie Brač. W 2011 roku liczyła 474 mieszkańców.
Została założona w 1645 roku przez pielgrzymów z Dalmacji, uchodzących przed Turkami. Do dzisiaj jej mieszkańcy posługują się dialektem różniącym się od języka pozostałych mieszkańców wyspy. Sumartin jest również portem, łączącym Brač ze stałym lądem (połączenia do Makarskiej).
We wsi znajduje się klasztor Franciszkanów oraz kościół pw. św. Marcina. W klasztorze, będącym również muzeum, znajdują się liczne obrazy, m.in. barokowa „Ostatnia wieczerza” z drugiej połowy XVII w. oraz dokumenty z lat 1665–1755 zapisane bośniacką cyrylicą.